# Galo Fernández
Galo Fernández Villaseca (Santiago de Chile, 3 de febrero de 1961) es un obispo católico chileno.
Presidente de la Pastoral Juvenil de Chile 2024

## Primeros años de vida
Nació en Santiago de Chile el 3 de febrero de 1961, hijo de Francisco Fernández y Gloria Villaseca. Cursó sus estudios primarios en el colegio Saint George y en el Instituto Presidente Errázuriz; y la enseñanza Media en el Colegio Notre Dame.

## Vida religiosa
En 1979 ingresó al Seminario Pontificio Mayor de la Arquidiócesis de Santiago de Chile, donde realizó sus estudios de Filosofía y Teología.
Incardinado en la arquidiócesis de Santiago de Chile, recibió por manos del cardenal Juan Francisco Fresno Larraín, entonces arzobispo, la ordenación diaconal el 14 de agosto de 1986 y la ordenación sacerdotal el 12 de diciembre de 1987. Desde la ordenación presbiteral hasta marzo de 1994 ha sido vicario parroquial de la parroquia Nuestra Señora de las Mercedes, en Las Condes. Desde 1994 hasta el 2001 fue párroco en la parroquia Cristo Nuestro Redentor, en Peñalolén. Nombrado párroco de la parroquia Santa Clara en marzo de 2001, en junio de 2002 recibió del arzobispo, Francisco Javier Errázuriz Ossa, el cargo de vicario episcopal para la Vicaría de la Esperanza Joven.
El 25 de julio de 2011 Ricardo Ezzati Andrello, arzobispo de Santiago, lo nombró vicario episcopal para la Vicaría Zona Oeste. Desde el año 2005 es también presidente del directorio de la Fundación Educacional Notre Dame, y desde 2006 a 2009 fue miembro del Consejo Presbiteral de la arquidiócesis.	

### Episcopado
El 1 de febrero de 2014 el Papa Francisco lo nombró Obispo Auxiliar de Santiago de Chile asignándole la sede titular de Simingi. Fue ordenado obispo por el cardenal Ricardo Ezzati, arzobispo de Santiago, el 10 de mayo de 2014 en la catedral metropolitana. El 28 de junio El Mismo lo ha nombrado, además, administrador apostólico sede vacante et ad nutum Sanctae Sedis de la diócesis de Talca.